# 陈保善
陈保善（1959年11月—），广西武宣人，壮族，中华人民共和国政治人物、第十二届全国人民代表大会广西地区代表。

## 生平
毕业于澳大利亚阿德莱德大学植物病毒学专业。加入中国共产党。2013年，担任全国人大代表。2018年2月24日，当选为第十三届全国人大代表。